# Mongoiós

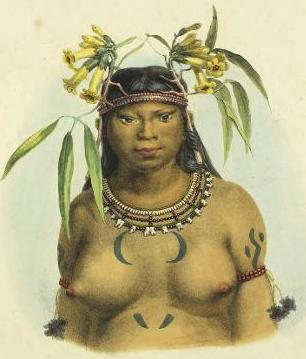
Kikhrara, uma mulher mongoió retratada por Jean-Baptiste Debret em 1834

Os mongoiós, subgrupo dos camacãs, são um grupo indígena brasileiro que, no século XX, se fundiu com os antigos pataxós hã hã hães, com os baenãs, com os camacãs-menien, com os sapuiás-quiriris e com parte dos geréns e dos tupiniquins, passando a se identificar desde então como pataxós hã hã hães.